# Lern- und Gedenkort Charlotte-Taitl-Haus

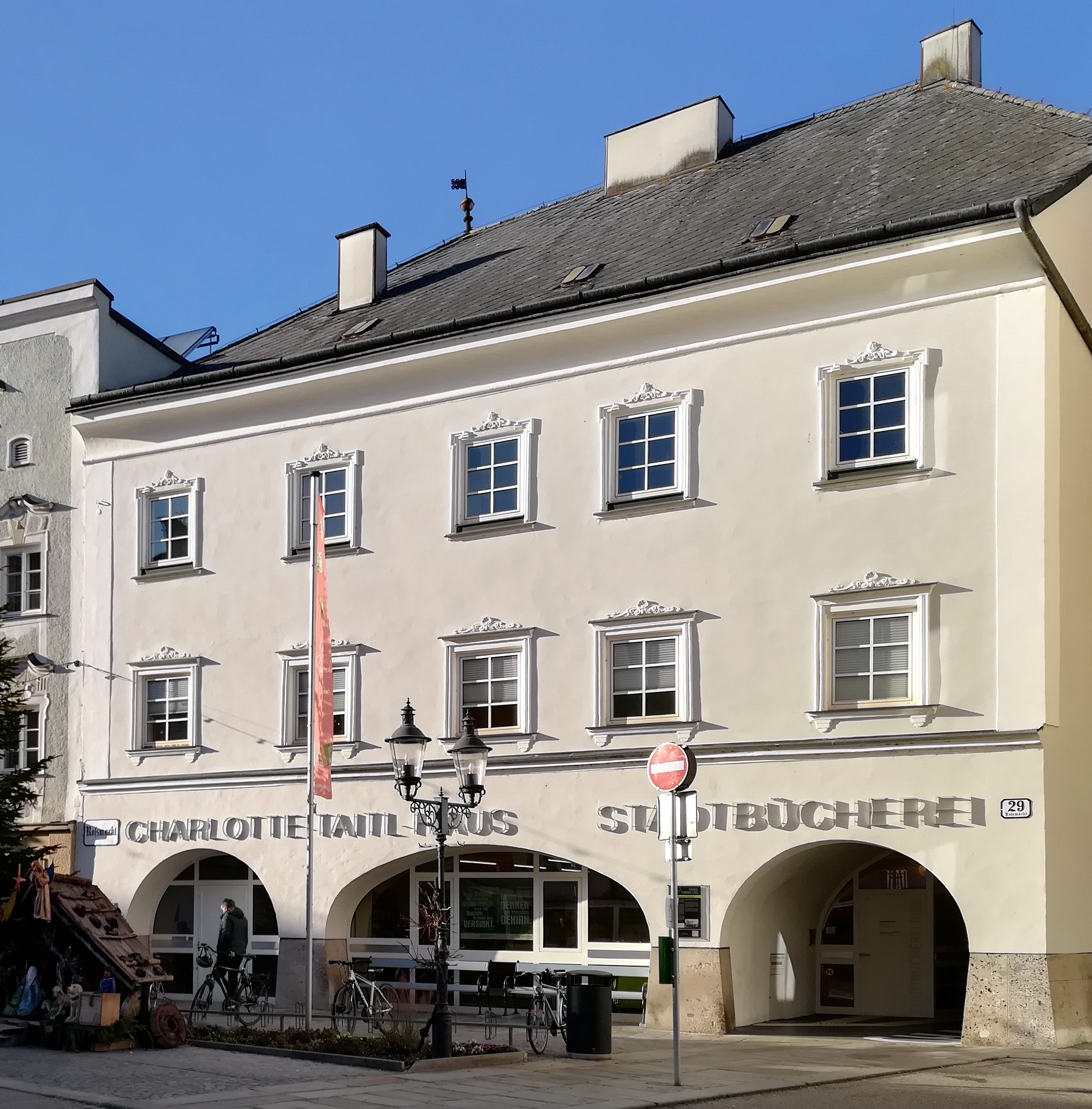
Charlotte-Taitl-Haus in Ried im Innkreis

Der Lern- und Gedenkort Charlotte-Taitl-Haus ist den Opfern von Nationalsozialismus und Faschismus im Bezirk Ried im Innkreis gewidmet und stellt eine Erweiterung der stadtgeschichtlichen Ausstellung des Innviertler Volkskundehauses dar. Die Initiative für dieses Projekt war von der ARGE Lern- und Gedenkort ausgegangen. Die Grundlage bildet die Publikation „Nationalsozialismus im Bezirk Ried im Innkreis. Widerstand und Verfolgung 1938-1945“ von Gottfried Gansinger, ergänzt durch Forschungen von ARGE-Mitgliedern. Im Mai 2015 fand die feierliche Benennung des Hauses Roßmarkt Nr. 29 mit „Charlotte-Taitl-Haus“ statt. Im Mai 2017 fand die feierliche Eröffnung des Lern- und Gedenkortes statt.
Charlotte Taitl (geb. 15. Mai 1896 in Thomasroith/Ottnang – gest. 16. Oktober 1944 Auschwitz) ist eines der 196 bisher bekannten Opfer von Nationalsozialismus und Faschismus im Bezirk Ried. Den Opfern ihre Namen zurückzugeben und sie so der Vergessenheit zu entreißen war das Ziel.
Auf Biografie-Stelen im Umgang werden die Daten und Lebensgeschichten von 26 Opfern erzählt. In einer Infobox am Ende des Raums sind Informationen zum Nationalsozialismus und der Zeit davor und danach im Bezirk Ried angebracht. Weitere vertiefende Information kann mittels eines Touchscreens abgerufen werden, zudem ist eine Arbeitsstation mit PC und Internetzugang für Recherchearbeiten vorhanden.
Der Lern- und Gedenkort Charlotte-Taitl-Haus ist eine inklusive Ausstellung mit gleichwertigem Informationszugang für alle. Durch Oral-History-Interviews, historische Tondokumente, Gebärdensprache, mittels QR-Code abrufbare Leichter-Lesen-Texte werden neue Technologien zur Informationsgewinnung eingesetzt.
Räumlich grenzt der Lern- und Gedenkort Charlotte-Taitl-Haus an die Stadtbücherei an, durch die die Ausstellung zu deren Öffnungszeiten kostenlos zugänglich ist. Im Durchgangsbereich der Passage lenken Schwarzblechtafeln mit den Geburts- und Todesdaten der Opfer die Besucher zum Eingang. Der Raum selbst erschließt sich über das Gedenken und ist als „white cube“ ausgeführt, um Raum für Erinnern, Gedenken, Nachdenken, … zu bieten. 